# جيلبرت بيجيو
جيلبرت بيجيو (بالإنجليزية: Gilbert Bigio) هو رجل أعمال هايتي من أصل سوري يهودي، و مؤسس مجموعة جي بي والملياردير الوحيد في هايتي. و هو أيضًا الزعيم الفعلي للجالية اليهودية في هايتي والقنصل الفخري لإسرائيل.

## سيرته
بيجيو من عائلة يهودية سورية من حلب، سوريا، هاجرت عائلته إلى هايتي عام 1896. منذ ذلك الحين، شاركت العائلة في الأنشطة التجارية في جميع أنحاء البلاد. ظلت عائلة بيجيو في هايتي، وبارزة في شؤون الأعمال لثلاثة أجيال. 

## اقرأ أيضا
- تاريخ اليهود في سوريا

## وصلات خارجية
- الموقع الرسمي ( بالأنجليزية )